# Плавання на відкритій воді на Чемпіонаті Європи з водних видів спорту 2022 — 10 км (чоловіки)
Змагання з плавання на відкритій воді на 10 км серед чоловіків на Чемпіонаті Європи з водних видів спорту 2022 відбулись 21 серпня.

## Результати
| Місце | Плавець                  | Країна          | Час       |
| ----- | ------------------------ | --------------- | --------- |
| 1     | Доменіко Ачеренца        | Італія          | 1:50:33.6 |
| 2     | Марк-Антуан Олів'є       | Франція         | 1:50:37.3 |
| 3     | Логан Фонтен             | Франція         | 1:50:39.1 |
| 4     | Матан Родіті             | Ізраїль         | 1:50:56.6 |
| 5     | Олівер Клемет            | Німеччина       | 1:51:04.8 |
| 6     | Кріштоф Рашовскі         | Угорщина        | 1:51:04.9 |
| 7     | Грегоріо Пальтріньєрі    | Італія          | 1:51:12.7 |
| 8     | Атанасіос Кінігакіс      | Греція          | 1:51:14.3 |
| 9     | Давід Бетлегем           | Угорщина        | 1:52:09.8 |
| 10    | Гуіллем Пуйоль Бельмонте | Іспанія         | 1:54:01.6 |
| 11    | Мартін Страка            | Чехія           | 1:54:42.2 |
| 12    | Ян Герког                | Австрія         | 1:55:37.5 |
| 13    | Андреа Манці             | Італія          | 1:56:31.7 |
| 14    | Логан Ванг'юз            | Бельгія         | 1:56:48.3 |
| 15    | Діого Кардосо            | Португалія      | 1:56:56.5 |
| 16    | Бен Лангнер              | Німеччина       | 1:58:37.4 |
| 17    | Натан Г'юз               | Велика Британія | 2:00:40.3 |
| 18    | Крістіан Шрейбер         | Швейцарія       | 2:00:40.6 |
| 19    | Онджей Зах               | Чехія           | 2:00:44.2 |
| 20    | Міхаїл Діасітіс          | Греція          | 2:02:24.2 |
| 21    | Петер Галіч              | Угорщина        | 2:10:14.7 |
| 22    | Тьягу Кампус             | Португалія      | DNF       |
| 22    | Томаш Хохолатий          | Чехія           | DNF       |
| 22    | Гектор Парду             | Велика Британія | DNF       |
| 22    | Тобі Робінсон            | Велика Британія | DNF       |
| 26    | Ларс Боттельє            | Нідерланди      | DNS       |
| 26    | Тео Друенне              | Монако          | DNS       |
| 26    | Грго Муджан              | Хорватія        | DNS       |
| 26    | Томаш Печяр              | Словаччина      | DNS       |
| 26    | Марсель Схутен           | Нідерланди      | DNS       |